# اصلاحات کیوهو
اصلاحات کیوهو (به ژاپنی: 享保の改革, kyōhō no kaikaku) مجموعه ای از سیاست‌های اقتصادی و فرهنگی بود که توسط شوگون‌سالاری توکوگاوا توسط هشتمین شوگون توکوگاوا یوشیمونه، در ۱۷۳۶، در دوره ادو، در ژاپن مطرح شد.

## معنی نام
نام اصلاحات کیوهو، به نام عصر ژاپنی بعد از شوتوکو (دوره) و قبل از گنبون اشاره دارد. به عبارت دیگر، اصلاحات کیوهو در طی دوره کیوهو، دوره‌ای از ژوئیه ۱۷۱۶ تا آوریل ۱۷۳۶ در دوره بزرگتر (اما نه تمامی یک دوره) دوره ادو رخ داده‌است. این اصلاحات تا حدودی با دوره بعدی همپوشانی داشت، که در سال ۲۱ کیوهو (۱۷۳۶) در بیست و یکمین روز از ماه چهارم به مناسبت تاجگذاری امپراتور ساکوراماچی اعلام شد.